# Max Weiler (labdarúgó)
Max Weiler (Winterthur, 1900. szeptember 25. – Zürich, 1969. szeptember 1.) svájci labdarúgóhátvéd, edző.